# Coupe Billie Jean King 2022
Navigation
Édition 2020-2021 Édition 2023
La Coupe Billie Jean King 2022 est la 59e édition du plus important tournoi de tennis opposant des équipes nationales féminines.
La Suisse remporte l'épreuve pour la 1re fois de son histoire en battant en finale l'Australie.

## Qualifications
Les qualifications opposent 18 équipes : les 12 équipes ayant participé à la phase finale de l'édition précédente, moins les deux finalistes (la Russie et la Suisse), exemptées, et les 8 équipes ayant remporté les barrages de l'édition précédente. Les équipes s'affrontent en face à face en un seul tour organisé en avril. Les vainqueurs participent à la phase finale et les vaincus aux barrages. Les équipes têtes de série sont déterminées d'après le classement du 8 novembre 2021.
À la suite de l'invasion de l'Ukraine par la Russie, la Biélorussie et la Russie sont suspendues de la compétition par l'ITF. La Belgique remporte donc sa rencontre de qualification par forfait. La Russie est remplacée en tant que qualifiée directe par l'équipe demi-finaliste de l'édition précédente la mieux classée. Il s'agit de l'Australie. La Slovaquie, qui devait rencontrer l'Australie en qualification, est de ce fait également qualifiée.
| Australie (1) | France (2) | États-Unis (3) | Tchéquie (4)    | Biélorussie (5) | Allemagne (6) | Canada (7) | Espagne (8) | Roumanie (9) |
| Slovaquie     | Belgique   | Lettonie       | Grande-Bretagne | Kazakhstan      | Italie        | Pologne    | Ukraine     | Pays-Bas     |

## Phase finale
La phase finale se déroule du 8 au 13 novembre à l'Emirates Arena de Glasgow sur dur en intérieur. Elle regroupe les 9 équipes ayant remporté leur match de qualification, les deux équipes finalistes de l'édition précédente (la Russie étant remplacée par l'Australie) et l'équipe hôte (la Grande-Bretagne). 
La phase finale se déroule en deux parties : une phase de poules (4 poules de 3 équipes) puis une phase à élimination directe (à partir des demi-finales).
| Australie [1] | Belgique        | Canada     | Espagne [2]  |
| États-Unis    | Grande-Bretagne | Italie     | Kazakhstan   |
| Pologne       | Slovaquie       | Suisse [4] | Tchéquie [3] |

### Phase de poules
| Rang | Pays   | Renctr (V - D) | Matchs (V - D) | Sets (G - P) | Jeux (G - P) |
| ---- | ------ | -------------- | -------------- | ------------ | ------------ |
| 1    | Suisse | 2-0            | 5-1            | 10-4         | -            |
| 2    | Canada | 1-1            | 4-2            | 9-4          | -            |
| 3    | Italie | 0-2            | 0-6            | 1-12         | -            |

| Rang | Pays      | Renctr (V - D) | Matchs (V - D) | Sets (G - P) | Jeux (G - P) |
| ---- | --------- | -------------- | -------------- | ------------ | ------------ |
| 1    | Australie | 2-0            | 5-1            | 11-3         | -            |
| 2    | Slovaquie | 1-1            | 3-3            | 6-8          | -            |
| 3    | Belgique  | 0-2            | 1-5            | 4-10         | -            |

| Suisse – Italie : 3-0 9 novembre 2022 |                              |                                  |                |
| 1                                     | Jil Teichmann                | Elisabetta Cocciaretto           | 6-3, 4-6, 7-65 |
| 1                                     | Belinda Bencic               | Jasmine Paolini                  | 7-5, 6-3       |
| 1                                     | Belinda Bencic Jil Teichmann | Jasmine Paolini Martina Trevisan | 7-65, 6-1      |

| Australie – Slovaquie : 2-1 8 novembre 2022 |                           |                                    |                  |
| 1                                           | Storm Sanders             | Viktória Kužmová                   | 6-4, 6-3         |
| 1                                           | Ajla Tomljanović          | Anna Karolína Schmiedlová          | 6-1, 6-2         |
| 1                                           | Ellen Perez Storm Sanders | Viktória Kužmová Tereza Mihalíková | 6-2, 3-6, [6-10] |

| Canada – Italie : 3-0 10 novembre 2022 |                                     |                                 |           |
| 2                                      | Bianca Andreescu                    | Elisabetta Cocciaretto          | 7-63, 6-3 |
| 2                                      | Leylah Fernandez                    | Martina Trevisan                | 6-0, 6-0  |
| 2                                      | Gabriela Dabrowski Leylah Fernandez | Lucia Bronzetti Jasmine Paolini | 6-1, 6-1  |

| Slovaquie – Belgique : 2-1 9 novembre 2022 |                                    |                                |               |
| 2                                          | Viktória Kužmová                   | Ysaline Bonaventure            | 6-2, 7-67     |
| 2                                          | Anna Karolína Schmiedlová          | Maryna Zanevska                | 5-7, 6-2, 6-3 |
| 2                                          | Viktória Kužmová Tereza Mihalíková | Kirsten Flipkens Elise Mertens | 0-6, 3-6      |

| Suisse – Canada : 2-1 11 novembre 2022 |                              |                                     |               |
| 3                                      | Viktorija Golubic            | Bianca Andreescu                    | 2-6, 6-3, 6-4 |
| 3                                      | Belinda Bencic               | Leylah Fernandez                    | 6-0, 7-5      |
| 3                                      | Jil Teichmann Simona Waltert | Gabriela Dabrowski Leylah Fernandez | 2-6, 1-6      |

| Australie – Belgique : 3-0 10 novembre 2022 |                               |                                      |                   |
| 3                                           | Storm Sanders                 | Alison Van Uytvanck                  | 6-2, 6-2          |
| 3                                           | Ajla Tomljanović              | Elise Mertens                        | 4-6, 6-4, 3-0 ab. |
| 3                                           | Storm Sanders Samantha Stosur | Ysaline Bonaventure Kirsten Flipkens | 6-4, 6-3          |

| Rang | Pays            | Renctr (V - D) | Matchs (V - D) | Sets (G - P) | Jeux (G - P) |
| ---- | --------------- | -------------- | -------------- | ------------ | ------------ |
| 1    | Grande-Bretagne | 1-1            | 4-2            | 9-4          | -            |
| 2    | Espagne         | 1-1            | 3-3            | 6-8          | -            |
| 3    | Kazakhstan      | 1-1            | 2-4            | 6-9          | -            |

| Rang | Pays       | Renctr (V - D) | Matchs (V - D) | Sets (G - P) | Jeux (G - P) |
| ---- | ---------- | -------------- | -------------- | ------------ | ------------ |
| 1    | Tchéquie   | 2-0            | 4-2            | 8-4          | -            |
| 2    | États-Unis | 1-1            | 3-3            | 7-7          | -            |
| 3    | Pologne    | 0-2            | 2-4            | 5-9          | -            |

| Kazakhstan – Grande-Bretagne : 2-1 8 novembre 2022 |                              |                                |               |
| 1                                                  | Yulia Putintseva             | Katie Boulter                  | 4-6, 6-3, 6-2 |
| 1                                                  | Elena Rybakina               | Harriet Dart                   | 6-1, 6-4      |
| 1                                                  | Anna Danilina Elena Rybakina | Alicia Barnett Olivia Nicholls | 5-7, 3-6      |

| États-Unis – Pologne : 2-1 9 novembre 2022 |                              |                               |                |
| 1                                          | Danielle Collins             | Magdalena Fręch               | 6-4, 3-6, 7-62 |
| 1                                          | Madison Keys                 | Magda Linette                 | 4-6, 6-4, 2-6  |
| 1                                          | Coco Gauff Catherine McNally | Magda Linette Alicja Rosolska | 6-1, 6-2       |

| Espagne – Kazakhstan : 3-0 9 novembre 2022 |                             |                                |                |
| 2                                          | Nuria Párrizas Díaz         | Yulia Putintseva               | 6-4, 2-6, 7-65 |
| 2                                          | Paula Badosa                | Elena Rybakina                 | 6-2, 3-6, 6-4  |
| 2                                          | Paula Badosa Aliona Bolsova | Anna Danilina Yulia Putintseva | 6-4, 6-2       |

| Tchéquie – Pologne : 2-1 10 novembre 2022 |                                        |                              |          |
| 2                                         | Karolína Muchová                       | Magdalena Fręch              | 6-2, 6-2 |
| 2                                         | Karolína Plíšková                      | Magda Linette                | 4-6, 1-6 |
| 2                                         | Kateřina Siniaková Markéta Vondroušová | Katarzyna Kawa Magda Linette | 6-2, 6-3 |

| Espagne – Grande-Bretagne : 0-3 10 novembre 2022 |                                |                                |           |
| 3                                                | Nuria Párrizas Díaz            | Heather Watson                 | 0-6, 2-6  |
| 3                                                | Paula Badosa                   | Harriet Dart                   | 2-6, 4-6  |
| 3                                                | Aliona Bolsova Rebeka Masarova | Alicia Barnett Olivia Nicholls | 65-7, 2-6 |

| Tchéquie – États-Unis : 2-1 11 novembre 2022 |                                    |                              |           |
| 3                                            | Markéta Vondroušová                | Danielle Collins             | 6-3, 6-3  |
| 3                                            | Kateřina Siniaková                 | Coco Gauff                   | 7-61, 6-1 |
| 3                                            | Karolína Muchová Karolína Plíšková | Madison Keys Taylor Townsend | 3-6, 3-6  |

### Phase à élimination directe

#### Tableau
|  | Demi-finales 12 novembre 2022 | Demi-finales 12 novembre 2022 |        |   | Finale 13 novembre 2022 | Finale 13 novembre 2022 |
|  | Demi-finales 12 novembre 2022 | Demi-finales 12 novembre 2022 |        |   | Finale 13 novembre 2022 | Finale 13 novembre 2022 |
|  |                               |                               |        |   |                         |                         |
|  |                               |                               |        |   |                         |                         |
|  |                               |                               |        |   |                         |                         |
|  | Suisse                        | 2                             |        |   |                         |                         |
|  | Suisse                        | 2                             |        |   |                         |                         |
|  | Tchéquie                      | 0                             |        |   |                         |                         |
|  | Tchéquie                      | 0                             | Suisse | 2 |                         |                         |
|  |                               |                               | Suisse | 2 |                         |                         |
|  |                               | Australie                     | 0      |   |                         |                         |
|  | Grande-Bretagne               | Australie                     | 0      | 1 |                         |                         |
|  | Grande-Bretagne               |                               |        | 1 |                         |                         |
|  | Australie                     | 2                             |        |   |                         |                         |
|  | Australie                     | 2                             |        |   |                         |                         |

#### Demi-finales
| Suisse – Tchéquie : 2-0 12 novembre 2022 |                              |                                        |           |
| 1                                        | Viktorija Golubic            | Karolína Muchová                       | 6-4, 6-4  |
| 1                                        | Belinda Bencic               | Karolína Plíšková                      | 6-2, 7-66 |
| 1                                        | Belinda Bencic Jil Teichmann | Kateřina Siniaková Markéta Vondroušová | Non joué  |

| Grande-Bretagne – Australie : 1-2 12 novembre 2022 |                                |                               |                    |
| 2                                                  | Heather Watson                 | Storm Sanders                 | 4-6, 63-7          |
| 2                                                  | Harriet Dart                   | Ajla Tomljanović              | 7-63, 6-2          |
| 2                                                  | Alicia Barnett Olivia Nicholls | Storm Sanders Samantha Stosur | 61-7, 7-65, [6-10] |

#### Finale
| Suisse – Australie : 2-0 13 novembre 2022 |                              |                               |               |
| 1                                         | Jil Teichmann                | Storm Sanders                 | 6-3, 4-6, 6-3 |
| 1                                         | Belinda Bencic               | Ajla Tomljanović              | 6-2, 6-1      |
| 1                                         | Belinda Bencic Jil Teichmann | Storm Sanders Samantha Stosur | Non joué      |

## Barrages
Les barrages ont lieu les 11 et 12 novembre 2022 et voient s'affronter les nations ayant perdu lors de la phase qualificative (PQ) et les équipes ayant remporté les groupes continentaux (2 en Amérique : Argentine et Brésil, 2 en Asie-Océanie : Chine et Japon et 3 en Europe-Afrique : Croatie, Hongrie et Slovénie). La Grande-Bretagne, malgré sa défaite en phase qualificative, est qualifiée pour la phase finale en tant que pays hôte et est remplacée par l'Autriche. La Russie et la Biélorussie étant disqualifiées, elles sont remplacées par la Serbie et le Mexique. Les nations têtes de série (entre crochets), sont déterminées d'après le classement ITF du 19 avril 2022. Les équipes gagnantes sont qualifiées pour la phase qualificative de l'édition 2023.
| Lieu                   | Surface      | Hôtes             | Score | Visiteurs          | Lien FdM   |
| ---------------------- | ------------ | ----------------- | ----- | ------------------ | ---------- |
| Le Portel              | Dur (int.)   | France [1] (PQ)   | 3 - 1 | Pays-Bas (PQ)      | [ Note 1 ] |
| Rijeka                 | Dur (int.)   | Croatie           | 1 - 3 | Allemagne [2] (PQ) | [ Note 2 ] |
| Oradea                 | Dur (int.)   | Roumanie [3] (PQ) | 4 - 0 | Hongrie            | [ Note 3 ] |
| Schwechat*             | Terre (int.) | Autriche          | 3 - 2 | Lettonie [4] (PQ)  | [ Note 4 ] |
| Tokyo                  | Dur (ext.)   | Japon [5]         | 1 - 3 | Ukraine (PQ)       | [ Note 5 ] |
| San Miguel de Tucumán* | Terre (ext.) | Argentine         | 1 - 3 | Brésil [6]         | [ Note 6 ] |
| Velenje                | Terre (int.) | Slovénie          | 3 - 1 | Chine [7]          | [ Note 7 ] |
| San Luis Potosí*       | Terre (ext.) | Mexique           | 4 - 0 | Serbie [8]         | [ Note 8 ] |